# Kolimski zaljev (istočni)
Kolimski zaljev (jakutski : Halyma homoto, Xalıma xomoto; rus. Колымский залив) je najveći zaljev Istočnog Sibirskog mora.

## Geografija
Zaljev je širi od 300 km. Njegove granice su sjeveroistočna projekcija Kolymske nizine blizu otočja Medvježi na zapadu i poluotoka Nutel'girgim i otoka Ajon na istoku.
Rijeka Kolima utječe u more na zapadnoj strani Kolimskog zaljeva, tvoreći ogromnu riječnu deltu punu otoka. Obala zaljeva je nizinska prošarana brojnim jezerima i močvarama. More u ovoj uvali zaleđeno je više od devet mjeseci svake godine i često je prepuno santi leda. Ostale rijeke koje se ulijevaju u Kolimski zaljev su Raučua i Čukočja.
Administrativno, zapadni dio Kolimskog zaljeva pripada ruskoj republici Jakutiji (Jakutiji), dok njegov istočni dio pripada Čukotskom autonomnom okrugu.

## Vanjske poveznice
- Mjesto  Arhivirana inačica izvorne stranice od 9. siječnja 2008. (Wayback Machine)
- [neaktivna poveznica]